# Centre de transmission de Kerlouan
Le centre de transmissions de Kerlouan est une station d'émission, situé à Kerlouan dans le Finistère, utilisant de très basses fréquences (VLF) et utilisée par les forces sous-marines de la Marine nationale française, notamment la Force océanique stratégique pour transmettre des informations et ordres aux sous-marins.
L'antenne culminant à 310 mètres, il s'agit de la onzième plus haute structure de France et la plus haute structure de Bretagne.

## Situation
Le centre de transmissions de Kerlouan est situé à Kerlouan dans le département du Finistère, à seulement quelques kilomètres de la Manche, ce qui facilite les communications avec les sous-marins français.
La France dispose d'autres sites similaires situés dans les communes suivantes :
- Loperhet (Finistère),
- Plounéour-Brignogan-Plages (Finistère),
- Rosnay (Indre),
- Sainte-Assise (Seine-et-Marne),
- Verdun-en-Lauragais (Aude) et
- Villepinte (Aude).

## Équipements

### Ondes
Les ondes de basse fréquence (et donc de forte longueur d'onde) pénètrent dans l'eau sur de nombreux mètres avec une certaine facilité et peuvent donc être reçues par les sous-marins en plongée.

### Sécurité
- Les équipements émetteurs sont enterrés.
- Une brigade de la gendarmerie maritime.
- Des clôtures et des barbelés.
- Vidéo surveillance.